# Agohin–Giugas förmodan
Inom talteori är Agohin–Giugas förmodan en förmodan om Bernoullitalen. Förmodandet säger att p är ett primtal om och bara om
{\displaystyle pB_{p-1}\equiv -1{\pmod {p}},}
där {\displaystyle B_{p-1}} är det {\displaystyle p-1}:te Bernoullitalet. Förmodandet framlades av Takashi Agoh 1990. En ekvivalent form av detta förmodades av Giuseppe Giuga 1950: p är ett primtal om och bara om
{\displaystyle 1^{p-1}+2^{p-1}+\cdots +(p-1)^{p-1}\equiv -1{\pmod {p}}.}